# Maksymiliana
Maksymiliana, Maksymilianna – żeński odpowiednik imienia Maksymilian. Imiona te pochodzą od nazwiska rodu Emiliuszów.
Maksymiliana imieniny obchodzi razem z Maksymilianem.

## Osoby o tym imieniu
- Maksymiliana Czmiel-Paszyc – polska pilotka